# Drychateres bilineatus
Drychateres bilineatus är en skalbaggsart som först beskrevs av Olivier 1795.  Drychateres bilineatus ingår i släktet Drychateres och familjen långhorningar.
Artens utbredningsområde är:
- Paraguay.
- Uruguay.

Inga underarter finns listade i Catalogue of Life.